# Laubèrt
Laubèrt (en francès Laubert) és un municipi francès situat al departament del Losera i a la regió d'Occitània.